# Pamela Harriman
Pamela Churchill Harriman, född Digby 20 mars 1920 i Farnborough, Hampshire, död 5 februari 1997 i Paris, Frankrike, var en brittiskfödd amerikansk societetsdam och diplomat.
Hon var USA:s ambassadör i Frankrike under Bill Clintons tid som president. 
Pamela Harriman var sondotterdotter till Henry Bruce, 1:e baron Aberdare och dotter till Edward Digby, 11:e baron Digby. I sitt första äktenskap var hon gift med Randolph Churchill, i sitt andra äktenskap med Leland Hayward och i sitt tredje äktenskap med W. Averell Harriman. Hennes enda barn, Winston Churchill, uppkallades efter sin berömde farfar.